# Nuria Canal
Nuria Canal (Briviesca, Burgos 1965) es una artista, gestora cultural y docente española especializada en vídeo creación.

## Trayectoria
Estudió en los años 1984-87 Bellas Artes en la Universidad del País Vasco, se licenció en Bellas Artes en la Universidad de Barcelona,1987-89. Posteriormente estudió  en los años 1990-91 en la École des Beaux Arts de Grenoble, Francia. 
Comenzó su carrera  profesional en Barcelona posteriormente a su etapa de formación, especializándose en la creación de vídeo y en la gestión de la organización de festivales de vídeo. Entre los años 1994 al año 2000 dirigió la Muestra Internacional de Vídeo Independiente de Barcelona, OVNI, en el Centro de Cultura Contemporánea de Barcelona CCCB.
Nuria Canal participó en la fundación de los archivos de vídeo como Miembro fundador de los Archivos del Observatorio OVNI, actividad que obtuvo el Premio Nacional de Patrimonio de Cataluña  2004.
Entre 1996-98 Dirección de la Programación Regular de Vídeocreación del MACBA de Barcelona.
De los años 2007 a 2009 hizo una residencia en Hangar
Ha compaginado su labor creativa con la gestión y la docencia.

## Enseñanza
- 2001-04 -Profesora de la asignatura Creatividad, en el Centro Universitario de Arte y Diseño BAU.

- 2010 -Profesora asociada-temporal de las asignaturas Videolab y Teoría de las Artes Electrónicas, Universidad de Barcelona.

- 2010-13 -Profesora de Creatividad, Master Branding, sobre la experiencia profesional. Dirección y creación de proyectos culturales, en el Centro Universitario de Arte y Diseño BAU

## Programación de muestras y ciclos de vídeo
- 1994- 2000 -Dirección de la Muestra Internacional de Vídeo Independiente de Barcelona. OVNI. Centro de Cultura Contemporánea de Barcelona. CCCB[6]

- 1996-98 -Dirección de la Programación Regular de Vídeocreación del Museo de Arte Contemporáneo de Barcelona MACBA.[7]

- 1997-98 -Codirección del proyecto de Videoteca del Museu d’Art Contemporani de Barcelona, MACBA.

- 1998-99 -Programadora del ciclo “Avistaments” , programación de videocreacion, para Televisión de Barcelona, BTV.

- 1999 -Programadora, “Videocreación Internacional” Mostra Internacional de Films de Dones de Barcelona.[8]

- Dirección y producción de MVI - OVNI para el Área de Cultura del Cabildo de Tenerife.

- Programadora de la sección Videocreación Internacional dentro de la Mostra Internacional de Films de Dones.

## Exposiciones (selección)
1990  Junge Kunst in Europa. Sommaretalier. Messegelande, Hannover .Alemania.
1991- Histoire d’Eau. Piscines Jean Bron, Grenoble y Al Ras. Figures d’Intempèrie. Fundació La Caixa, Barcelona
1992 - Al Raso. Figuras de Intemperie, Sala de Exposiciones de la Fundació La Caixa, Madrid y  Autobiografía. Sala Amadís, Inst. de la Juventud, Madrid
- Noves de Belles Arts. Capella de l’Antic Hospital de la Santa Creu, Barcelona y Muestra de Arte Joven. Museo Español de Arte Contemporáneo, Madrid
1993 - Silencis. Fundació La Caixa, Vic, Museu de Mataró, Capella de l’Antic Hospital de la Santa Creu, Barcelona y Oscar Abril Ascaso + Sed contra + Nuria Canal. (performance) Puerto Hurraco Sisters, Barcelona y Som 6 minyons. Galeria Carles Poy, Barcelona
1994 Ver TV. Sala de Exposiciones del Ayuntamiento de Mataró. (Individual),  y Cosas. Memoria. Ficción, Associació per a les Arts Contemporànies, Vic
- Escriure Imatges. Galeria Antoni Estrany, Barcelona y Anys 90. Distància Zero. Centre d’Art Santa Mònica. Barcelona y Paris/Barcelone. Centre d’Art Montrouge. Paris y 
- Bestiari. Sala Balmes 21. Barcelona
1995 Territorios Inde?nidos. Museo de Arte Contemporáneo. Elche; y Galería Luis Adelantado, Valencia y Cuando cierres los ojos. Capella de l’Antic Hospital de la Santa Creu, Barcelona.(Individual) y Extensions. Sala Montcada de “La Caixa”, Barcelona y Cabin Fever. Galerías del Royal College of Art, Londres y Máscara y Espejo. Encuentros internacionales de fotografía, Arles, y  FIAC, Paris (estand Galeria Estrany·de la Mota)
1997- Procesos, “Festivales Internacionales de Lima”. Casa Grace, Lima (Perú) y - Máscara y espejo. MACBA (Barcelona) y - ART 28’97, Basel ( Galeria Estrany·de la Mota)
1998 - Transportable, Centro Tinglado del Port. Tarragona y - Transgenéric@s, Koldo Mitxelena Kulturunea. San Sebastián
1999 - ARCO’99 Galería Estrany-de la Mota y - Ragtime. Galería Estrany-de la Mota, Barcelona y - Bordes. Galería Art al Rec, Barcelona
2000 - Ragtime. Galeria Helga de Alvear; y Sala Municipal de Exposiciones Teatro Calderón. Valladolid y - Mirades impúdiques. Fundació “la Caixa”. Barcelona
y - Equipaje. Galeria Palma XII. Vilafranca del Penedès. (Individual) y - Inter/zona. Palau de la Virreina. Barcelona y - Festival de les Arts-Penedès 2000. Caves Codorniu. Sant Sadurní d’Anoia. - Escenarios domésticos. Koldo Mitxelena Kulturunea. San Sebastián
2001 - El viaje. Centro Cultural de cooperación Iberoamericana. Miami. Galería Larrama ,Santo Domingo y - Escenarios domésticos. Centro de Arte Contemporáneo Koldo Mitxelena. San Sebastián.
2002 - Arco 02. Galeria Estrany-de la Mota y  - En el lado de la Televisión. Espai d’Art Contemporani de Castelló
2003 - Arco’03. Stand Galeria Estrany-de la Mota, Barcelona y - Pictures of you. Galeria Estrany-de la Mota, Barcelona
2004 - DFoto .Feria Internacional de Fotografía Contemporánea y Vídeo. San Sebastián y - ForoSur. Feria Iberoamericana de Arte Contemporánea. Cáceres y - Arco’04. Stand Galeria Estrany-de la Mota, Barcelona y - Describiendo el amor (en 7 fragmentos). Centro Párraga. Murcia y - Depicting Love). Künstlerhaus Bethanien, Berlin. Museo Centro de Arte Reina Sofía, Madrid. Centro Parraga , Murcia y - Nuria Canal. CAB. Centro de Arte Caja Burgos. (Individual)
2005- Memoria y tiempo. Fundación Colectania. Barcelona y - “Colección CAB de Burgos” y  Museo de Pasión. Valladolid
2006- El puente de la visión. Museo de Bellas Artes de Santander. Mercado del Este.
2007- Dfoto. San Sebastián.y - “Frágil”. Galería Estrany-de la Mota. Barcelona
2008 - Experiencias 2” Museo de Bellas Artes de Santander y - Nit Hangar, Centro de Arte Santa Mónica, CASM. y- “UNCOVER” Fundación Suñol. Nivell Zero Barcelona. (individual)
2009- “Subliminals”. Casa Asia Booth. CIGE'09 Art Fair. Beijing. China
2012 en “Genealogías feministas en el arte español: 1960-2010” en el MUSAC de León y 
“Caras B del Video Arte en España” en el Instituto Cervantes de Praga, República Checa.

## Obra en colecciones públicas y privadas
Fundación “la Caixa”
Fundación Rencontres Internationales de Arles, Francia.
Colección CAB
9Art Col.leció d’Art Contemporani, Cal Cego
Universidad de Barcelona
Diputación de Alicante